# Audoënus

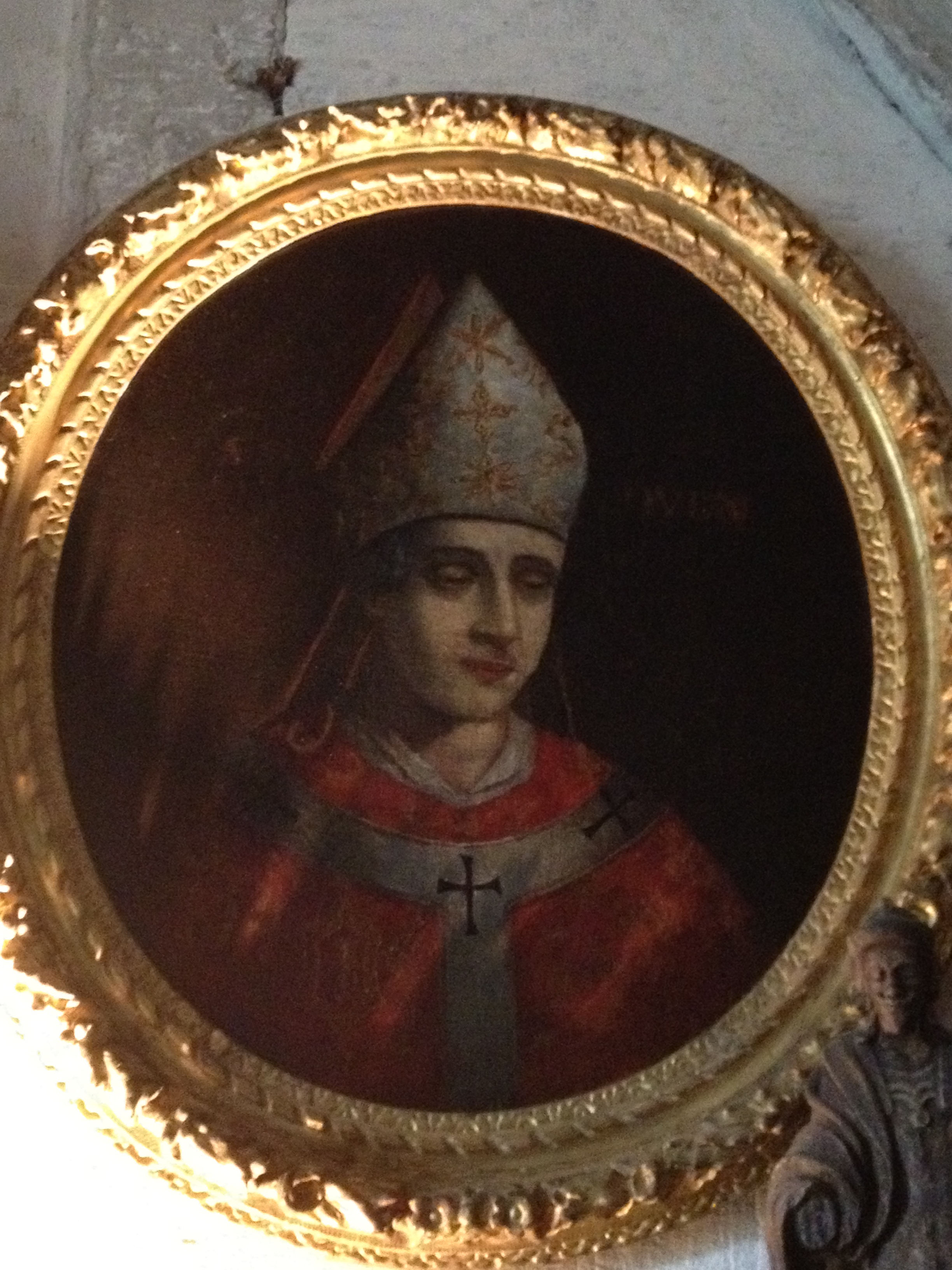
Schildering van de heilige Audoënus in de kathedraal van Rouen

Audoënus of Ouen (Sancy nabij Soissons, 609 – Clichy, 686) is een rooms-katholieke heilige. In de literatuur wordt Sint-Ouen vaak aangeduid met de naam Dado of Audoenus.
Audoënus, zoon van Sint-Autharius, werd in 641 benoemd tot bisschop van Rouen. Hij stichtte een aantal kloosters en sloot vrede tussen Neustrië en Austrasië na de dood van hofmeier Ebroin in 681.
Aan het hof van Dagobert I werd hij gezien als iemand met een respectabele levenswijze, omdat hij leefde overeenkomstig de regels van het Ierse kloosterleven, in Gallië bekendgemaakt door Sint-Columbanus. Sint-Ouen is vooral bekend gebleven als de vriend en hagiograaf van Eligius.
Na zijn dood in 686 werd hij begraven in de Abdij van Sint-Pieter in Rouen, die daarna bekend werd als de Abdij van Sint-Ouen.
Een groot aantal plaatsen in Frankrijk is naar hem vernoemd. De naamdag van Sint-Ouen is 24 augustus.